# Вбиваючи Єву
«Вбиваючи Єву» («Убиваючи Єву», англ. Killing Eve) — драматичний трилер компанії Sid Gentle Films, знятий за серією новел Люка Дженнінгса «Кодове ім'я Вілланель» (англ. Codename Villanelle). Телесеріал, який розпочався на телеканалі ВВС America 8 квітня 2018 року, розповідає історію протистояння холоднокровної міжнародної убивиці Вілланель та талановитої співробітниці британської розвідки Єви Поластрі.
У січні 2020 року серіал продовжений на четвертий сезон, вихід якого відбувся 27 лютого 2022 року.

## Синопсис
У центрі сюжету — історія двох жінок: Віланель — наймана вбивця-соціопатка, і Єва Поластрі — співробітниця поліції (згодом — військової розвідки), яка давно мріє змінити паперову роботу на оперативну. Хто вийде переможницею в цій смертельно небезпечній гонитві — елегантна, талановита вбивиця чи кмітлива агентка?

## Головні ролі
| Актор                                       | Роль                                              | Опис                                          |
| ------------------------------------------- | ------------------------------------------------- | --------------------------------------------- |
| Сандра О (Sandra Oh)                        | Єва Поластрі (Eve Polastri)                       | співробітниця британської контррозвідки (МІ5) |
| Джоді Комер (Jodie Comer)                   | Віланель / Оксана Астанкова (Villanelle / Oksana) | наймана вбивця-соціопатка                     |
| Фіона Шоу (Fiona Shaw)                      | Керолін Мартенс (Carolyn Martens)                 | керівниця підрозділу розвідки МІ6 у Росії     |
| Кім Бодніа (Kim Bodnia)                     | Константін Васільєв (Konstantin Vasiliev)         | російський куратор Віланель                   |
| Овен Макдоннел (Owen McDonnell)             | Ніко Поластрі (Niko Polastri)                     | чоловік Єви, поляк-викладач                   |
| Шон Ділейні (Sean Delaney)                  | Кенні Стоутон (Kenny Stowton)                     | співробітник МІ6, колишній хакер              |
| Кірбі Гавелл-Батіст (Kirby Howell-Baptiste) | Елена Фелтон (Elena Felton)                       | помічниця Єви                                 |
| Даррен Бойд (Darren Boyd)                   | Френ Гейлтон (Frank Haleton)                      | керівник Єви в МІ5                            |
| Девід Гейґ (David Haig)                     | Білл Паргрейв (Bill Pargrave)                     | співробітник МІ5, друг Єви                    |

## Епізоди
| Сезон | Епізоди | Епізоди | Оригінальний показ | Оригінальний показ |
| Сезон | Епізоди | Епізоди | Перший показ       | Останній показ     |
| ----- | ------- | ------- | ------------------ | ------------------ |
| 1     | 8       | 8       | 8 квітня 2018      | 27 травня 2018     |
| 2     | 8       | 8       | 7 квітня 2019      | 26 травня 2019     |
| 3     | 8       | 8       | 12 квітня 2020     | 31 травня 2020     |
| 4     | 8       | 8       | 27 лютого 2022     | TBA                |

### Сезон 1 (2018)
| № серії (загалом) | № серії (в сезоні) | Назва серії                                                 | Режисер(и)    | Сценарист(и)      | Оригінальна дата виходу |
| ----------------- | ------------------ | ----------------------------------------------------------- | ------------- | ----------------- | ----------------------- |
| 1                 | 1                  | «Миле личко» «Nice Face»                                    | Гаррі Бредбір | Фібі Воллер-Брідж | 8 квітня 2018           |
| 2                 | 2                  | «Позбудуся його потім» «I'll Deal with Him Later»           | Гаррі Бредбір | Фібі Воллер-Брідж | 15 квітня 2018          |
| 3                 | 3                  | «Я Вас знаю?» «Don't I Know You?»                           | Джон Іст      | Вікі Джонс        | 22 квітня 2018          |
| 4                 | 4                  | «Пробач, маленька» «Sorry Baby»                             | Джон Іст      | Джордж Кей        | 29 квітня 2018          |
| 5                 | 5                  | «Я віддаю перевагу ваннам» «I Have a Thing About Bathrooms» | Джон Іст      | Фібі Воллер-Брідж | 6 травня 2018           |
| 6                 | 6                  | «Ведіть мене в Діру!» «Take Me to the Hole!»                | Деймон Томас  | Джордж Кей        | 13 травня 2018          |
| 7                 | 7                  | «Не хочу бути вільною» «I Don't Want to Be Free»            | Деймон Томас  | Роб Вільямс       | 20 травня 2018          |
| 8                 | 8                  | «Я так втомилася» «God, I'm Tired»                          | Деймон Томас  | Фібі Воллер-Брідж | 27 травня 2018          |

### Сезон 2 (2019)
| № серії (загалом) | № серії (в сезоні) | Назва серії                                                                 | Режисер(и)          | Сценарист(и)                                    | Оригінальна дата виходу |
| ----------------- | ------------------ | --------------------------------------------------------------------------- | ------------------- | ----------------------------------------------- | ----------------------- |
| 9                 | 1                  | «Починай думати, куди подінеш труп» «Do You Know How to Dispose of a Body?» | Деймон Томас        | Емеральд Феннелл                                | 7 квітня 2019           |
| 10                | 2                  | «Красиво і акуратно» «Nice and Neat»                                        | Деймон Томас        | Емеральд Феннелл                                | 14 квітня 2019          |
| 11                | 3                  | «Голодна гусениця» «The Hungry Caterpillar»                                 | Ліза Брюльманн      | Емеральд Феннелл, Генрієтта та Джессіка Ешворти | 21 квітня 2019          |
| 12                | 4                  | «Відчайдушні часи» «Desperate Times»                                        | Ліза Брюльманн      | Емеральд Феннелл і Ді Сі Мур                    | 28 квітня 2019          |
| 13                | 5                  | «Ще побачимося» «Smell Ya Later»                                            | Франческа Грегоріні | Фредді Сайборн                                  | 5 травня 2019           |
| 14                | 6                  | «Сподіваюся, ти любиш ванільний секс!» «I Hope You Like Missionary!»        | Франческа Грегоріні | Джеремі Дайсон                                  | 12 травня 2019          |
| 15                | 7                  | «Пробудження від сну» «Wide Awake»                                          | Деймон Томас        | Емеральд Феннелл                                | 19 травня 2019          |
| 16                | 8                  | «Ти — моя» «You're Mine»                                                    | Деймон Томас        | Емеральд Феннелл                                | 26 травня 2019          |

### Сезон 3 (2020)
| № серії (загалом) | № серії (в сезоні) | Назва серії                                                         | Режисер(и)    | Сценарист(и)             | Оригінальна дата виходу |
| ----------------- | ------------------ | ------------------------------------------------------------------- | ------------- | ------------------------ | ----------------------- |
| 17                | 1                  | «Іди помаленьку, доженеш і стареньку» «Slowly Slowly Catchy Monkey» | Террі Макдоно | Сюзанн Гіткот            | 12 квітня 2020          |
| 18                | 2                  | «Командувати — несолодко» «Management Sucks»                        | Террі Макдоно | Анна Джордан             | 19 квітня 2020          |
| 19                | 3                  | «На посиденьках дають печиво» «Meetings Have Biscuits»              | Міранда Бовен | Лора Ніл                 | 26 квітня 2020          |
| 20                | 4                  | «Я виграла» «Still Got It»                                          | Міранда Бовен | Елінор Кук               | 3 травня 2020           |
| 21                | 5                  | «Ти з Піннера?» «Are You from Pinner?»                              | Шеннон Мерфі  | Сюзанн Гіткот            | 10 травня 2020          |
| 22                | 6                  | «Кінець гри» «End of Game»                                          | Шеннон Мерфі  | Кріссі Дакер             | 17 травня 2020          |
| 23                | 7                  | «Прекрасне чудовисько» «Beautiful Monster»                          | Деймон Томас  | Лора Ніл                 | 24 травня 2020          |
| 24                | 8                  | «Хто із нас веде?» «Are You Leading or Am I?»                       | Деймон Томас  | Сюзанн Гіткот і Лора Ніл | 31 травня 2020          |

## Сприйняття критиками
На сайті-агрегаторі рецензій Rotten Tomatoes перший сезон має 96 % «свіжості» на основі 101 рецензії із середнім рейтингом 8,28/10; другий — 92 % на основі 68 рецензій із середнім рейтингом 8,2/10; третій — 80 % на основі 49 рецензій із середнім рейтингом 6,76/10. На Metacritic перший сезон отримав 83 бали зі 100 на основі 22 рецензій від кінокритиків, що свідчить про «загальне визнання»; другий — 86 балів зі 100 на основі 22 рецензій, що також свідчить про «загальне визнання»; третій — 63 бали зі 100 на основі 16 рецензій, що свідчить про «загалом позитивні рецензії».

### Серія 4
Фінал серіалу вийшов в ефір 10 квітня 2022 року, отримавши «багато» негативну реакцію з боку шанувальників і, отже, швидко потрапив у список найгірших телевізійних фіналів. Дженнінгс у статті для The Guardian втішає засмучених фанатів, вважаючи фінал «схилянням умовності». Перед зйомками четверта серія зазнала негативної реакції, коли Кейлі Ллевеллін опублікувала в Твіттері скріншот дзвінка в Zoom з іншими сценаристами четвертої серії. Це призвело до критики за відсутність різноманітності в кімнаті письменника, враховуючи, що однією з ведучих програми була азійська жінка.

## Озвучення українською
Серіал озвучено українською студією DubLiCat.